# 琴犁頭鰩
琴犁頭鰩（學名：Rhinobatos rhinobatos），又稱琴琵琶鱝，為軟骨魚綱犁頭鰩目犁頭鰩科犁頭鰩屬的其中一種，被IUCN列為極危保育類動物，分布於東大西洋比斯開灣到安哥拉海域，包括地中海，深度0至100公尺，本魚體延長而平扁，吻寬短而呈三角形，眼橢圓形，瞬膜不發達，前鼻葉較長，後鼻瓣較寬，氣門有兩道中等發育的褶皺，外側的褶皺較明顯，齒細小而多，舖石狀排列，口裂橫向，唇褶發達，鰓裂小，在胸鰭基部內側，斜向，背鰭兩個，位於尾部，第一背鰭在腹鰭基底後方，尾鰭短小，上葉較大，下葉突出，後部無缺刻，刺相對較小，分佈在眼眶內緣、氣門之間、肩部以及花盤和尾部的中線周圍，上表面為卡其色，下表面為白色，體長可達185公分，體重可達26.6公斤，棲息於沿海海域，為底棲性魚類，肉食性，以甲殼類、軟體動物及硬骨魚為食，卵胎生，生活習性不明，可做為食用魚。